# Funchi

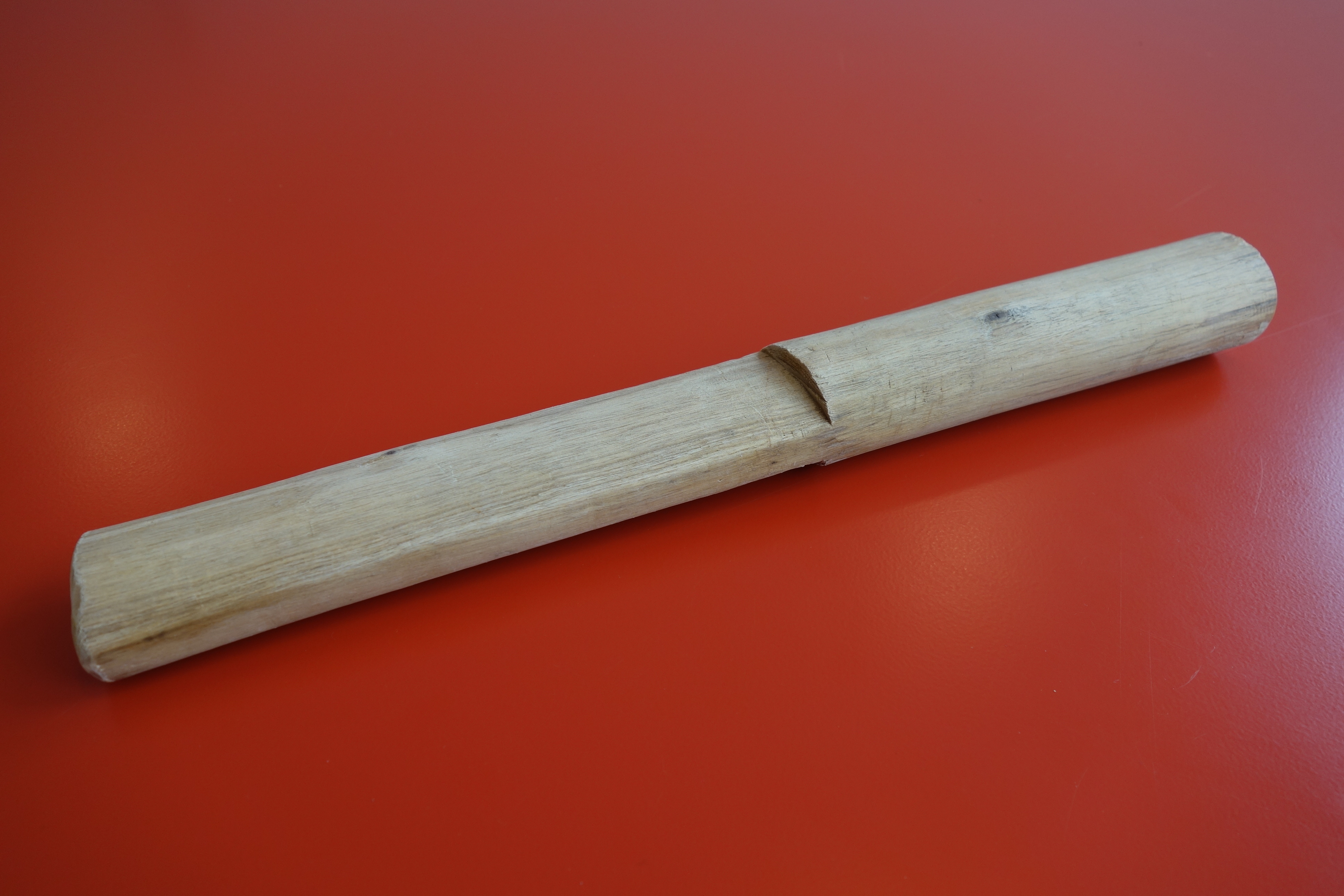
Palu di funchi, gebruikt bij het doorroeren van de funchi

Funchi is een maisgerecht - vergelijkbaar met polenta - dat wordt gemaakt van wit of geel maïsmeel. Funchi behoort tot de Nederlands-Antilliaanse keuken en wordt op Aruba, Curaçao en Bonaire veel gegeten als vervanger van aardappels of rijst. Het wordt bereid door water en zout in een pan aan de kook te brengen en daarna, op laag vuur, geleidelijk al roerend het maismeel toe te voegen. De gekookte en opgestijfde substantie wordt tussen twee borden samengedrukt tot een platte ronde vorm.